# 川添美和
川添 美和（かわそえ みわ、1984年3月20日 - ）は、日本の女優。ワーサル所属。宮崎県出身。
北区つかこうへい劇団13期卒業後、劇場を中心に活躍。
2011年度サンモールスタジオ 最優秀女優賞を受賞。
コメディからシリアスまで役の振り幅が大きく、活躍の場を広げている。
「佐藤区役所小道具課」として時折舞台の小道具も手がけている。

## 出演

### テレビ
2013年
- TBS タンクトップファイター 第六話

2014年
- テレビ東京　牙狼〈GARO〉-魔戒ノ花-　第六話〜風鈴〜

2016年
- NHK 総合診療医ドクターG 看護師役

### 映画
2012年
- ガーディアンファイター2（監督：玉井雅利）
- Undead Dragon〜死霊遊戯〜（監督：玉井雅利）
- TEBANA SANKICHI（監督：山口雄大）

2013年
- 時間創造部（監督：玉井雅利、下村勇二、山口雄大）恵美理役

### PV
- wonder egg 想い　ヒロイン

### CM
2016年
- ビジネス版LINEワークスモバイル 「新しい働き方編」

2017年
- たらみ「とろける味わい」WebCM

### 舞台
2006年
- 「熱海殺人事件　平壌から来た女刑事」水野役／北区つかこうへい劇団13期卒業公演
- 「the Sky of Justice」バージニア役／劇団海賊ハイジャック

2007年
- 「Zyklonβ」ビビアン役／劇団海賊ハイジャック
- 「Spread your wings」劇団海賊ハイジャック　

2008年
- 「俯瞰する庭園」アマービレ役／劇団海賊ハイジャック
- 「鬨、唾棄すべき」ナスカ役／劇団海賊ハイジャック

2009年
- 「ドライビングエンゼルフィッシュ」劇団６番シード
- 「Tepes」キジュ役／劇団海賊ハイジャック
- 「肖像の残滓」イトウ役／劇団海賊ハイジャック
- 「SUBLIMINAL」／発電NOTE(ダンス公演)
- 「twelve」／劇団６番シード

2010年
- 「ゴージャスな雰囲気/めんどくさい人」MU
- 「90%VIRGIN/終末の天気」エムキチビート
- 「ラプンツェルの聴き耳」一人芝居／脚本・出演
- 「つぶやくGirls」コトノハ役／ワーサルシアタープロデュース
- 「Zyklonβ再演」ビビアン役／劇団海賊ハイジャック
- 「B4 paper books」劇団海賊ハイジャック

2011年
- 「時間創造部」ワーサルシアタープロデュース
- 「弁護士バイロン」カメアリ役／劇団東京都鈴木区
- 「B4 paper books2」劇団海賊ハイジャック
- 「CIRCLE」／発電NOTE(ダンス公演)
- 「Ross/Recover」劇団海賊ハイジャック

2012年
- 「劇作家協会公開講座２０１２夏SHINSAI」前川知大演出作品
- 「dogma/黒髪と魚の足とプレシオサウルス」劇団海賊ハイジャック
- 「Gothic&Lolita Fantasia」黒薔薇少女地獄
- 「Knight of the Peach」キジ役／劇団海賊ハイジャック

2013年
- 「最後の晩餐」サンモールスタジオプロデュース
- 「ヒーローアゴーゴー! 〜デパート屋上編&遊園地編〜」千菜役／劇団東京都鈴木区
- 「不思議の国のアリスより」アリス役・風子役／劇団海賊ハイジャック
- 「いるわけないしっ！」女子高生役／劇団東京都鈴木区

2014年
- 「クジカンキカク」シアターKASSAIイベント部
- 「メイツ！−ブラウン管の向こうへ−」タヅナ役／劇団６番シード
- 「ヒーローアゴーゴー! 大阪公演〜デパート屋上編2014〜」千菜役／劇団東京都鈴木区
- 「自己中カルテット」はるか役／カミナリフラッシュバックスと、まの。
- 「通底器」風子役／劇団海賊ハイジャック
- 「Cendrillon」アナスタージャ役／劇団海賊ハイジャック

2015年
- 「紅白旗合戦」川添先生役／アガリスクエンターテイメント
- 「自己中カルテット〜名古屋・大阪・北海道ツアー公演〜」はるか役／カミナリフラッシュバックスと、まの。
- 「自己オマージュ＝シャウクロス」ノエ役／Voyantroupe
- 「OZ♀4♂3」グリンダ役／チームジャックちゃんプロデュース
- 「俺の兄貴はブラームス」クララシューマン役／東京イボンヌ

2016年
- 「マーメイドブーツ」パスフィテラ役／チームジャックちゃんプロデュース
- 「ラストオーダー９０分」ナナセ役／劇団東京都鈴木区
- 「アンジョルラス」グランテール役／Voyantroupe
- 「深沢ハイツ３０２〜もう一つのニュートンの林檎〜」はるか役／サンモールスタジオプロデュース

2017年
- 艶∞ポリス第七回公演「個性が強すぎるのかもしれない」(演出：岸本鮎佳)